# Pojeziory (gmina)
Pojeziory – dawna gmina wiejska, istniejąca na przełomie XIX i XX wieku w guberni suwalskiej. Siedzibą władz gminy były Pojeziory (lit. Paežeriai).
Za Królestwa Polskiego gmina Pojeziory należała do powiatu wyłkowyskiego w guberni suwalskiej. 
Po odzyskaniu niepodległości przez Polskę i Litwę powiat wyłkowyski na podstawie umowy suwalskiej wszedł 10 października 1920 w skład Litwy.